# Ruppertsberger Reiterpfad
Reiterpfad heißt eine Weinlage bei der Gemeinde Ruppertsberg (Rheinland-Pfalz). Ihre Rebfläche umfasst 87,6 ha.

## Lage, Klima, Böden
Der Reiterpfad gehört zum Weinanbaugebiet Pfalz und hier zum Bereich Mittelhaardt-Deutsche Weinstraße. Es ist eine Einzellage, die zur Großlage Deidesheimer Hofstück gehört. Sie befindet sich vollständig auf der Gemarkung von Ruppertsberg. Hier sind die Gewanne Hofstück, In der Hohl, An den acht Morgen und An den acht Morgen rechts der Viehtrift ausgewiesen. Das Gelände liegt in einer Höhe von 130 bis 190 m ü. NHN, es ist zu 100 % hängig. Es ist zum Pfälzerwald im Westen hin ansteigend, der in seinem Lee den Reiterpfad vor Niederschlägen schützt.
Die Böden des Reiterpfads bestehen aus Sand und lehmigem Sand, der mit Steinen durchsetzt ist; insbesondere entlang des Haardtrandes handelt es sich dabei um Buntsandstein.

## Name
Die Erstnennung des Namens war im 15. Jahrhundert „im Rutterpfade“. Möglicherweise lässt sich der Name vom lateinischen rutarius, dem Soldaten einer Rotte ableiten; mit „Reiterpfad“ wäre ursprünglich also ein Heerpfad gemeint gewesen.
Eine weitere Weinlage mit dem Namen „Reiterpfad“ gibt es bei der benachbarten Gemeinde Königsbach an der Weinstraße.